# Hanbach (Diespeck)
Hanbach ist ein Gemeindeteil der Gemeinde Diespeck im Landkreis Neustadt an der Aisch-Bad Windsheim (Mittelfranken, Bayern). Hanbach liegt in der Gemarkung Stübach.

## Geografie
Der Weiler liegt am Südufer des Ehebachs, eines linken Zuflusses der Aisch. 0,5 km südwestlich des Ortes erhebt sich der Diebacher Ranken im Waldgebiet Eggerte. Die Kreisstraße NEA 15 führt nach Stübach (0,3 km nördlich) bzw. nach Ehe (1 km südöstlich). Eine Gemeindeverbindungsstraße führt nach Neustadt an der Aisch (1,8 km südlich).

## Geschichte
Hanbach (= „Hagenbach“) war ursprünglich ein Ausbauort des Königshofs Riedfeld und erscheint urkundlich 1361 in einem Urbar mit zehn Abgabepflichtigen.
Gegen Ende des 18. Jahrhunderts bildete Stübach mit Hanbach, das ursprünglich zur Pfarrei Riedfeld-Neustadt gehörte, nach 1490 für einige Zeit von den Franziskanern in Riedfeld versorgt und 1578 nach Stübach eingepfarrt worden war, eine Realgemeinde. In Hanbach gab es acht Anwesen. Das Hochgericht übte das brandenburg-bayreuthische Stadtvogteiamt Neustadt an der Aisch aus. Die Dorf- und Gemeindeherrschaft hatte das brandenburg-bayreuthische Kastenamt Neustadt an der Aisch. Alle Anwesen hatten das Fürstentum Bayreuth als Grundherrn (Kastenamt Neustadt: 2 Huben, 3 Halbhuben, 1 Häckersgut, 1 Haus; Klosteramt Birkenfeld: 1 Gut).
Von 1797 bis 1810 unterstand der Ort dem Justizamt Dachsbach und Kammeramt Neustadt. Im Rahmen des Gemeindeedikts wurde Hanbach dem 1811 gebildeten Steuerdistrikt Baudenbach zugeordnet. Es gehörte der 1813 gegründeten Ruralgemeinde Stübach an und verblieb dann zunächst politisch wie kirchlich bei der Gemeinde Stübach. Am 1. Juli 1972 wurde Hanbach im Zuge der Gebietsreform in Bayern nach Diespeck eingemeindet.

### Baudenkmäler
- Haus Nr. 71: zweigeschossiges Wohnstallhaus von 1852; Gurtgesims profiliert, Öffnungen im Erdgeschoss ausgewechselt; an der Südfassade „Erbaut von Andreas Distler im Jahre 1852“.[10]
- ehemalige Bierkelleranlage[11]
- Steinkreuz[11]

### Einwohnerentwicklung
| Jahr      | 001818 | 001840 | 001861 | 001871 | 001885 | 001900 | 001925 | 001950 | 001961 | 001970 | 001987 |
| Einwohner | 46     | 55     | 60     | 54     | 53     | 39     | 50     | 69     | 38     | 48     | *      |
| Häuser    | 8      | 13     |        |        | 8      | 8      | 8      | 8      | 8      |        | *      |
| Quelle    | [ 13 ] | [ 14 ] | [ 15 ] | [ 16 ] | [ 17 ] | [ 18 ] | [ 19 ] | [ 20 ] | [ 21 ] | [ 22 ] | [ 23 ] |

## Religion
Der Ort ist seit der Reformation evangelisch-lutherisch geprägt und bis heute nach St. Bartholomäus  (Stübach) gepfarrt.